# 因特韋勒大道車站
因特韋勒大道車站（英語：Intervale Avenue station），曾被稱為「因特韋勒大道-163街車站」，是紐約地鐵IRT白原路線一個慢車地鐵站，位於布朗克斯朗格伍德因特韋勒大道及威斯徹斯特大道交界，設有2號線（任何時候服務）與5號線（任何時候停站（除繁忙時段的尖峰方向外））列車服務。

## 車站結構
| 月台層 | 側式月台 | 側式月台 |
| 月台層 | 北行慢車 | ← 往威克菲爾德-241街 (辛普森街) ← 往伊斯徹斯特-代里大道 (辛普森街)                                                                        |
| 月台層 | 尖峰快車 | ← 黃昏繁忙時段不停靠 ← 早上繁忙時段不停靠 →                                                                                               |
| 月台層 | 南行慢車 | ← 經第七大道往夫拉特布什大道-布魯克林學院 (展望大道) → ← 平日經萊辛頓大道往夫拉特布什大道-布魯克林學院， 黃昏/週末往滾球綠地 (展望大道) → |
| 月台層 | 側式月台 | |
| 夾層   | 夾層     | 閘機、車站詢問處、Metrocard自動售票機 |
| Ground | 街道層   | 出入口 |

此高架車站於1910年4月30日啟用，是首個位於布朗克斯設有扶手電梯的車站。此站建設費用為10萬美元，並由私人資金支付。設有兩個側式月台和三條軌道。中央軌道作為5號線列車尖峰時段尖峰方向使用。

## 外部連結
- nycsubway.org—IRT White Plains Road Line: Intervale Avenue
- nycsubway.org — El 2/El 5 Artwork by Michael Kelly Williams (1992)（页面存档备份，存于）
- Station Reporter — 2 Train
- Station Reporter — 5 Train
- The Subway Nut — Intervale Avenue Pictures（页面存档备份，存于）
- MTA's Arts For Transit — Intervale Avenue (IRT White Plains Road Line)
- Intervale Avenue entrance from Google Maps Street View
- Platforms from Google Maps Street View